# Leopoldo M. García
Leopoldo M. García fue un político peruano.
En 1939 fue elegido diputado por la provincia de Jauja  por el partido Concentración Nacional que postuló a Manuel Prado Ugarteche a la presidencia de la república.